# William Bell (personaggio)
William Bell è un personaggio immaginario della serie televisiva Fringe.

## Biografia

### Primi anni ed esperimenti di Jacksonville
Non sono noti il luogo e la data di nascita di William Bell. Il primo incontro fra William Bell e Walter Bishop avviene nel 1969 ad Harvard; all'epoca Bell era un brillante studente, mentre Walter era un nuovo professore. I due si frequentarono professionalmente e si affermarono entrambi come illustri scienziati sulla scienza di confine. Intorno agli anni '70 diventarono compagni di laboratorio; qui vennero a conoscenza, dopo approfonditi studi ed esperimenti, dell'universo alternativo.

A cavallo fra gli anni '70 e '80, i due svilupparono una delle loro teorie più affascinanti: secondo loro infatti, la mente umana non è sfruttata in tutto il suo potenziale, ritenuto quasi infinito dai due scienziati, e che questo potenziale si va a perdere progressivamente con la crescita dell'individuo. Le persone scelte per gli esperimenti attinenti furono quindi dei bambini che avevano dai 3 ai 5 anni e fra questi si trovava Olivia Dunham. Walter e Belly, come è soprannominato dal suo collega e amico, compirono svariati esperimenti su Olivia e sugli altri bambini in Florida, in una struttura presso una base militare a Jacksonville.

Proprio Olivia si rivelò essere la più forte e la più dotata fra tutti i bambini degli esperimenti, ma incapace di controllare i suoi poteri, attraversando involontariamente la soglia fra gli universi e talvolta appiccando incendi tramite la pirocinesi. In seguito Olivia lasciò Jacksonville, ma gli esperimenti continuarono ancora per qualche anno, come testimoniato successivamente da Cameron, un altro dei bambini sottoposti agli esperimenti.

### L'operazione al cervello di Walter
Alla fine degli anni '80, Walter iniziò a temere le conoscenze acquisite e le loro applicazioni: per questo motivo, dopo il suo internamento in manicomio si fece asportare da Bell dei frammenti di cervello, riducendo sensibilmente il suo intelletto. Quando i due si ritrovano nell'universo alternativo Walter però ricorda solo che William gli ha praticato l'intervento senza rammentare le motivazioni, cosa che lo porta a pensare che Belly fosse in cattiva fede.

### Fondazione della Massive Dynamic
In seguito al rapimento di Peter Bishop nel 1985, il rapporto fra i due scienziati cominciò a logorarsi, principalmente a causa di Walter, sempre più affetto dal complesso di Dio. Nonostante i consigli di Nina Sharp e dell'assistente Warren, Walter continuò a compiere esperimenti sempre più folli. La goccia che fece traboccare il vaso ebbe luogo nel 1991: dopo l'ennesimo esperimento di Walter finito male, il laboratorio di Harvard prese fuoco e nell'incendio rimase uccisa la dottoressa Warren. In seguito a questo grave episodio Walter fu ritenuto incapace di intendere e di volere, e fu rinchiuso nell'istituto psichiatrico del St. Claire con Peter come unico tutore legale.

Bell nel 1992 fondò la Calvin Genetics con Nina Sharp e, senza l'ausilio di Walter, diventò un ricchissimo imprenditore nel campo della scienza di confine. Più tardi l'azienda fu rinominata come Massive Dynamic e diventa la più grande azienda nel settore, valendo oltre 50 miliardi di dollari. Bell però lasciò la sua stessa azienda nelle mani della collega-amante Nina Sharp, trasferendosi nell'universo alternativo.

### Bell e la Divisione Fringe nell'universo alternativo
Bell farà in modo di far varcare a Olivia la soglia che divide i due universi, portandola nella Torre Sud del World Trade Center (nella realtà alternativa gli attentati dell'11 settembre hanno distrutto il Pentagono e la Casa Bianca). Qui incontra Bell, che la invita nel suo studio e le rivela di una guerra incombente fra gli universi.

Bell incontrerà nuovamente Olivia mentre ella sta pedinando la sua versione alternativa. Bell la aiuta a trovare Walter, rimasto ferito e quindi ricoverato in ospedale, ideando con lei e il suo vecchio collega un piano per recuperare Peter. Quando giunge il momento di lasciare l'universo alternativo, Bell si sacrifica, fornendo l'energia alla macchina per far tornare Olivia, Peter e Walter a casa, senza che nessuno sappia che l'Olivia che torna è quella alternativa.

### Le calamite per anima
Una volta tornato nel proprio universo, Walter legge insieme a Nina il testamento di Bell. Lo scienziato ha lasciato a Nina una campana e una busta per ricordare i tempi in Toscana. Walter invece riceve una lettera con su scritto "Non avere paura di oltrepassare la linea" ed eredita la Massive Dynamic.

Successivamente si arriva a sospettare che Bell abbia usato delle calamite per l'anima, azionate dalla campana data a Nina: in pratica l'anima di Bell si è trasferita momentaneamente nel corpo di Olivia, teoria che viene successivamente confermata. In seguito Peter, Walter e Broyles tentano di far emergere l'anima di Olivia invano, finché decidono di entrare nella mente della ragazza, venendo quasi espulsi dal suo subconscio. Alla fine la situazione viene ristabilita e Olivia torna nel suo corpo. Con grande dispiacere di Walter, Bell se ne è andato per sempre.

## Universo parallelo
La versione alternativa di William Bell è morta in giovane età in un incidente stradale. Di conseguenza non ha mai incontrato Walter Bishop e non ha mai fondato la Massive Dynamic. Nell'universo alternativo però, esiste un'azienda simile a quella di Bell, chiamata Bishop Dynamic, il cui direttore è proprio Walter Bishop.

## Timeline alternativa
Nella timeline alternativa, trattata nel corso della quarta stagione, Bell si finge morto ed è a capo di un'organizzazione che ha ricominciato la produzione dei mutaforma, è il superiore di David Robert Jones e delle due spie Nina Sharp e Broyles, entrambi nelle loro versioni alternative. Walter riesce a raggiungerlo sulla sua nave dove viene rivelato il suo piano: Bell ha creato un suo universo personale, che ben presto sarebbe stato popolato dalle creature contenute sulla nave, come l'Arca di Noé; in questo frangente Bell tenta di diventare come Dio, andando oltre il punto dove si era fermato Walter, commettendo errori ancora più grandi. Bell scomparirà dalla nave improvvisamente.

### 2015
Nella quinta stagione si scopre come in seguito all'arrivo degli Osservatori, Bell abbia aiutato Walter, Olivia e Peter a far fronte all'invasione. Poi però, come ricorda Walter, Bell li tradisce, schierandosi con gli invasori. Durante un interrogatorio a cui era sottoposto Walter, Bell riesce a farlo scappare per poi farlo tornare dai suoi detentori.

### 2036
Quando Etta e Simon ritrovano la vecchia squadra Fringe dell'ambra, notano un componente non previsto: anche Bell è stato ambrato con loro. In seguito all'estrazione degli elementi della squadra, Walter preleva solo una mano dal corpo di Bell e dice ad Astrid di non dire niente a nessuno. Dopo l'interrogatorio di Windmark però, Walter non ricorda il motivo per cui Bell fosse lì con loro. Solo in seguito ricorda che la mano di Bell sarebbe servita per raggiungere un suo magazzino che richiedeva la prova del DNA. Nel magazzino viene infine trovata una foto di Nina Sharp, segno che nonostante il poco tempo a lei dedicato, Bell teneva a Nina.

## Curiosità
- Bell è ossessionato dai numeri 5-20-10, che imposta come password in molti punti d'accesso e casseforti; secondo Walter è perché l'amico ha una pessima memoria.[1][17]
- Bell ama, come Walter, la liquirizia rossa.[18]
- Nel dodicesimo episodio della terza stagione, mentre Nina Sharp cerca tra gli effetti personali lasciati da Bell, si scopre che lo scienziato conserva un libro realmente esistente intitolato "Dr. Spock's Baby and Child Care", del pediatra statunitense Benjamin Spock. È un chiaro omaggio al celebre personaggio di Star Trek, Spock, interpretato dallo stesso Leonard Nimoy.[senza fonte]